# Tommy Burden
Thomas David "Tommy" Burden, född 21 februari 1924 i Andover, Hampshire, England, död 2001 i Taunton, var en engelsk professionell fotbollsspelare. 
Burden startade sin fotbollskarriär i Wolverhampton Wanderers och därefter i Chester City innan han köptes av Leeds United 1948. Där var han en framgångsrik ytter och lagkapten mellan 1949 och 1954, spelade totalt 259 matcher och gjorde 13 mål, varav 243 ligamatcher och 13 ligamål. Han fortsatte karriären som lagkapten i Bristol City mellan 1954 och 1961,  där han spelade över 250 matcher. 
Under sin 20-åriga karriär som fotbollsspelare så spelade han totalt 556 ligamatcher och gjorde 73 ligamål.